# Rotuma
Rotuma és una de les illes de l'arxipèlag de les Fiji. Gaudeix de l'autonomia més gran que pot tenir una subdivisió a Fiji, ja que els seus habitants tenen una cultura més semblant a les illes polinèsiques de l'est com Tonga o Samoa. A més, té una llengua diferent.
Cada 13 de maig se celebra el Dia de Rotuma, l'aniversari de la cessió de l'illa al Regne Unit el 1881. Com que hi ha més gent d'origen de Rotuma fora de l'illa que no pas dins, el Dia de Rotuma se celebra en altres indrets, per exemple a Suva i a Lautoka.

## Geografia física
És una illa muntanyenca, coberta de vegetació, amb abundants precipitacions. Està situada aproximadament a 465 kilòmetres al nord de Fiji. Rotuma fa 13 kilòmetres de llarg i 4 d'ample, amb una àrea de 43 km². La seva població al cens del 1996 era de 2.810 habitants.
Degut a seu tradicionalisme els habitants s'oposen a l'arribada del turisme (hi convocaren un referèndum el 1985). Es practica l'agricultura de subsistència. La copra representa la més gran producció de l'illa. La capital és Ahau, i Motusa era la principal ciutat i port.

## Història
Fou descoberta pel capità de marina britànic, Edward Edwards, el 1791 mentre cercava els amotinats del Bounty. El 1878, les diferències entre missioners francesos catòlics i anglesos protestants acabà en una guerra i els caps de l'illa demanaren la protecció d'Anglaterra. El 1881 es va integrar a la colònia britànica de Fiji. El 1970 fou integrada dins les Fiji independents. Des del 1987 ha aparegut un actiu moviment separatista, que no ha assolit el majoritari suport popular. Nogensmenys, aconseguiren que en els censos del 1997-1998 els rotumans fossin considerats com una ètnia a part.